# 受降郡
受降郡（じゅこう-ぐん）は、紀元1世紀、中国の新の時代にあった郡である。現在の内モンゴル自治区フフホト市とそこから西南の一帯にあたる。前漢の雲中郡を改称した。前漢の受降城とは別の地である。新の存続期間は8年から23年だが、改称年は不明。後漢で戻された。
属する県は以下の11県。かっこ内は前漢のときの名である。個々の改称時期は不明で、いずれも後漢で戻された。
- 遠服県（雲中県）
- 賁武県（咸陽県）
- 陶林県
- 楨陸県（楨陵県）
- 犢和県
- 希恩県（沙陵県）
- 原陽県
- 沙南県
- 北輿県
- 順泉県（武泉県）
- 常得県（陽寿県）